# Алиша Бул Стот
Алиша Бул Стот (на английски: Alicia Boole Stott) е ирландско-английска математичка. Въпреки че никога не е заемала академична длъжност, тя е автор на множество ценни приноси към геометрията, за които получава титлата „почетен доктор“ на Грьонингенския университет в Нидерландия. Тя е известна с въведения от нея термин „политоп“ (polytop) за изпъкнало тяло в четвърто или по-висока измерение, както и със способността си да възприема четиримерното пространство от ранна детска възраст.

## Ранен живот
Алиша Бул е родена в град Корк, Ирландия, третата дъщеря на математика и логик Джордж Бул и Мери Евърест Бул, самоука математичка и образователна деятелка. Част от сестрите ѝ стават значими в сферите на занятията си. Луси Евърест Бул е химичка и фармацевтка, а Етел Лилиан Войнич е авторка на романи.
След внезапната смърт на бащата през 1864 година, семейството се мести в Лондон, където майката на Алиша става библиотекарка в лондонския колеж „Куинс Колидж“. Алиша заедно с една от сестрите си посещава училището към колежа, но никога не постъпва в университет. За семейството и приятелите си е известна като Алис, въпреки че по-късно винаги публикува под името Алиша.

## Ранна кариера
Алиша е единствената от дъщерите на Бул, която наследява математическия талант на баща си, въпреки че майката от ранна възраст развива и у петте си деца усет към геометрията. Когато е на 18 години, за първи път се сблъсква с геометрични модели благодарение на зет си Чарлз Хауърд Хинтън и развива способност да визуализира фигури и тела в четвъртото измерение. Алиша открива, че съществува точно шест правилни политопа в четиримерното пространство и те са ограничени от 5, 16 или 600 тетраедъра, 8 куба, 24 октаедъра или 120 додекаедъра, съответно. (Въпреки че този факт е вече известен за Лудвиг Шлефли). Алиша извежда тримерните централни напречни сечения на всичките шест правилни политопа изцяло със средствата на евклидови построения и методи на синтетичната геометрия по простата причина, че никога не е изучавала аналитична геометрия. На всички тези сечения си прави модели от картон и въвежда термина „политоп“, за да ги опише.

## Късни години
През 1899 година започва работа като секретарка в Ливърпул, където среща актюера Уолтър Стот и двамата сключват брак през 1890 година. Двамата имат две деца, Мери (1891 – 1982) и Ленърд (1892 – 1963). През 1895 година, Стот научава за трудовете на холандския математик Питер Схауте, свързани с централните сечения на правилните политопи. Схауте пристига в Англия и работи заедно с Алиша Стот, убеждавайки я да публикува резултати си, което тя прави в две статии, издадени в Амстердам през 1900 и 1910 година.
Ръкодовството на Грьонингенския университет ѝ оказва честта да я покани за честванията по тристагодишнината от основаването му и я отличава с титлата „почетен доктор“ през 1914 година. След смъртта на Схауте през 1923 година, Алиша Стот се оттегля за известно време от математическите си разработки.
През 1930 нейният племенник Джофри Инграм Тейлър я запознава с родения в Англия канадски геометър Х. С. М. Коксетър и двамата заедно работят по различни математически проблеми. Стот прави две нови важни открития, даващи връзката между построенията на многостени и златното сечение. В Кеймбриджкия университет Стот изнася съвместна статия с Коксетър. По-късно Коксетър пише за нея: „Силата и простотата на нейния характер, в съчетание с разнообразните ѝ интереси, я правят вдъхновяващ приятел“.

## Наследство
Алиша Стот почива през 1940 година в Мидълсекс. През пролетта на 2001 година, в Грьонингенския университет е открито руло с цветни рисунки на многостени. Въпреки че рисунките са неподписани, веднага са разпознати като дело на Стот. Откритието е последвано от изследване на Ирен Поло-Бланко, която посвещава на трудовете на Алиша глава от своята книга „Теория и история на математическите модели“ (2007).

## Публикации
- A. Boole Stott: Geometrical deduction of semiregular from regular polytopes and space fillings, Verhandelingen van de Koninklijke Akademie van Wetenschappen, Verhandelingen Natuurkunde, Eerste Sectie, deel 11, nummer 1 (1910), 1 – 24. Amsterdam, 1910.
- Всички публикации на А. Бул Стот (като автор и съавтор), Koninklijke Akademie van Wetenschappen